# Liste der Minenabwehreinheiten der United States Navy
Liste von Minenabwehrfahrzeugen der US Navy:

## Aktiv

### Minensuchboote

#### Avenger-Klasse
| Nach Rumpfnummer | Nach Name |
| --- | --- |
| - USS Sentry (MCM-3), Ingleside, TX - USS Devastator (MCM-6), Ingleside, TX - USS Patriot (MCM-7), Sasebo, Japan - USS Pioneer (MCM-9), Ingleside, TX - USS Warrior (MCM-10), Ingleside, TX - USS Gladiator (MCM-11), Ingleside, TX - USS Dextrous (MCM-13), Manama, Bahrain - USS Chief (MCM-14), Ingleside, TX | - USS Chief (MCM-14), Ingleside, TX - USS Devastator (MCM-6), Ingleside, TX - USS Dextrous (MCM-13), Manama, Bahrain - USS Gladiator (MCM-11), Ingleside, TX - USS Patriot (MCM-7), Sasebo, Japan - USS Pioneer (MCM-9), Ingleside, TX - USS Sentry (MCM-3), Ingleside, TX - USS Warrior (MCM-10), Ingleside, TX |

## Außer Dienst

### Raven-Klasse
| Nach Rumpfnummer                         | Nach Name                                |
| ---------------------------------------- | ---------------------------------------- |
| - USS Raven (AM-55) - USS Osprey (AM-56) | - USS Osprey (AM-56) - USS Raven (AM-55) |

### Adroit-Klasse
| Nach Rumpfnummer                              | Nach Name                                     |
| --------------------------------------------- | --------------------------------------------- |
| - USS Adroit (MSO-509) - USS Affray (MSO-509) | - USS Adroit (MSO-509) - USS Affray (MSO-509) |

### Aggressive-Klasse
| Nach Rumpfnummer | Nach Name |
| --- | --- |
| - USS Constant (MSO-427) - USS Dash (MSO-428) - USS Detector (MSO-429) - USS Direct (MSO-430) - USS Dominant (MSO-431) - USS Engage (MSO-433) - USS Enhance (MSO-437) - USS Esteem (MSO-438) - USS Excel (MSO-439) - USS Exploit (MSO-440) - USS Exultant (MSO-441) - USS Fearless (MSO-442) - USS Fidelity (MSO-443) - USS Fortify (MSO-446) - USS Illusive (MSO-448) - USS Impervious (MSO-449) - USS Implicit (MSO-455) - USS Inflicit (MSO-456) - USS Pluck (MSO-464) - USS Conquest (MSO-488) - USS Gallant (MSO-489) - USS Leader (MSO-490) - USS Pledge (MSO-492) | - USS Constant (MSO-427) - USS Dash (MSO-428) - USS Detector (MSO-429) - USS Direct (MSO-430) - USS Dominant (MSO-431) - USS Engage (MSO-433) - USS Enhance (MSO-437) - USS Esteem (MSO-438) - USS Excel (MSO-439) - USS Exploit (MSO-440) - USS Exultant (MSO-441) - USS Fearless (MSO-442) - USS Fidelity (MSO-443) - USS Fortify (MSO-446) - USS Illusive (MSO-448) - USS Impervious (MSO-449) - USS Implicit (MSO-455) - USS Inflicit (MSO-456) - USS Conquest (MSO-488) - USS Gallant (MSO-489) - USS Leader (MSO-490) - USS Pledge (MSO-492) - USS Pluck (MSO-464) |

### Bluebird-Klasse
siehe Bluebird-Klasse

### Avenger-Klasse
| Nach Rumpfnummer | Nach Name |
| --- | --- |
| - USS Avenger (MCM-1) - USS Defender (MCM-2) - USS Champion (MCM-4) - USS Guardian (MCM-5) - USS Scout (MCM-8) - USS Ardent (MCM-12) | - USS Ardent (MCM-12) - USS Avenger (MCM-1) - USS Champion (MCM-4) - USS Defender (MCM-2) - USS Guardian (MCM-5) - USS Scout (MCM-8) |

### Osprey-Klasse

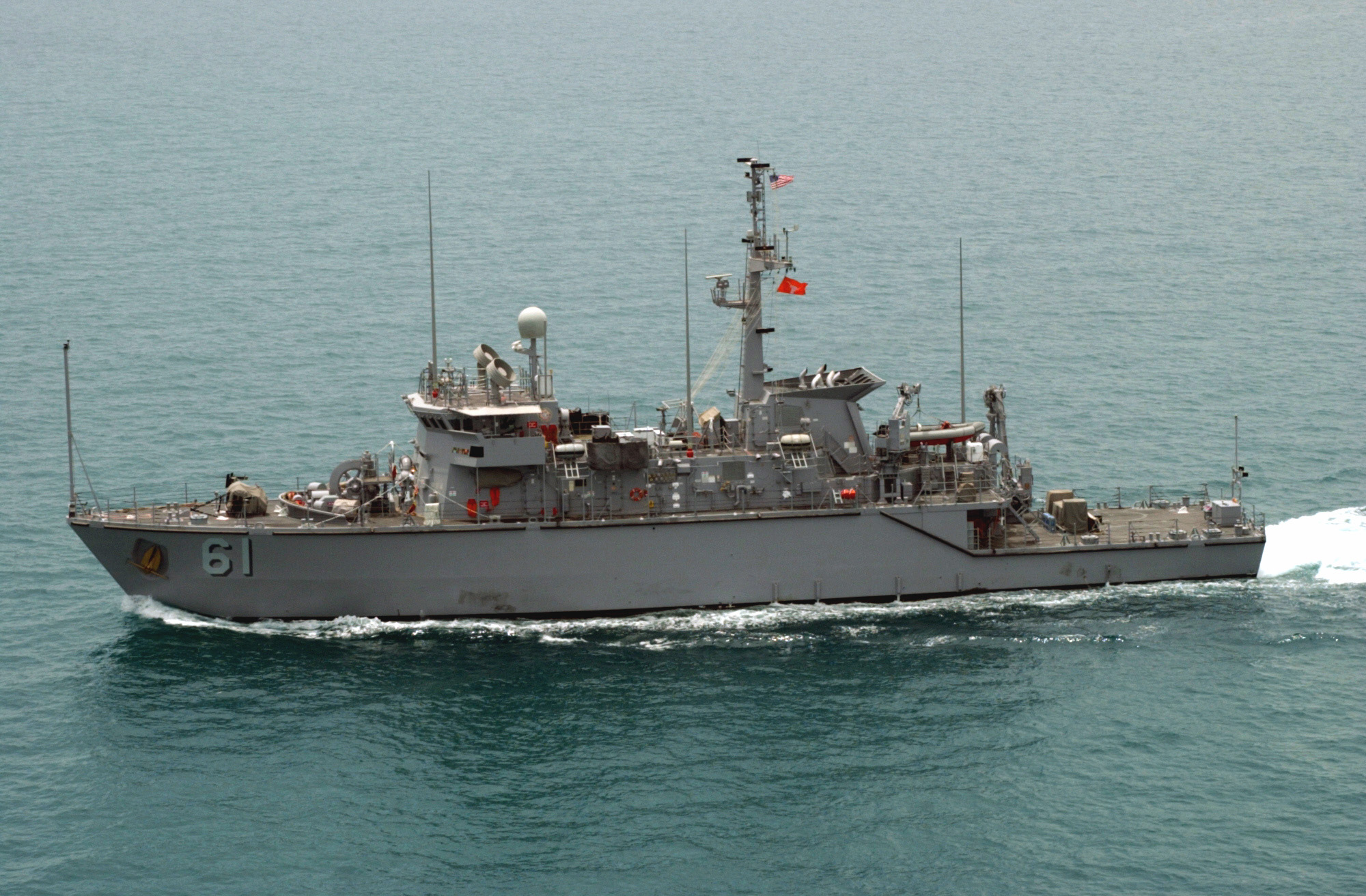
Minenjagdboot USS Raven (MHC 61), 2004

| Nach Rumpfnummer | Nach Name |
| --- | --- |
| - USS Osprey (MHC-51) - USS Heron (MHC-52) - USS Pelican (MHC-53) - USS Robin (MHC-54) - USS Oriole (MHC-55) - USS Kingfisher (MHC-56) - USS Cormorant (MHC-57) - USS Black Hawk (MHC-58) - USS Falcon (MHC-59) - USS Cardinal (MHC-60) - USS Raven (MHC-61) - USS Shrike (MHC-62) | - USS Black Hawk (MHC-58) - USS Cardinal (MHC-60) - USS Cormorant (MHC-57) - USS Falcon (MHC-59) - USS Heron (MHC-52) - USS Kingfisher (MHC-56) - USS Oriole (MHC-55) - USS Osprey (MHC-51) - USS Pelican (MHC-53) - USS Raven (MHC-61) - USS Robin (MHC-54) - USS Shrike (MHC-62) |